# Fernsehpitaval: Der Fall Jakubowski
Der Fall Jakubowski ist ein Kriminalfilm der Reihe Fernsehpitaval des Deutschen Fernsehfunks von Wolfgang Luderer aus dem Jahr 1959.

## Handlung
Albert Knöpke, Wäschereiinhaber und Scharfrichter bekommt eine Anfrage, ob er am 15. Februar des Jahres 1926 um 7.30 Uhr auf dem Hof des Altstrelitzer Gefängnisses eine Hinrichtung mit dem Handbeil übernehmen kann. So beginnt dieses Fernsehpitaval über ein falsches Urteil, das mit der Hinrichtung des Landarbeiters Josef Jakubowski endet.
Noch am Abend vor der Vollstreckung der Todesurteils an Jakubowski, den man wegen eines Mordes im November 1924 an dem dreijährigen Jungen Ewald aus Palingen verurteilt hat, versucht der KPD-Landtagsabgeordnete Rudolf Hartmann des Freistaates Mecklenburg-Strelitz gemeinsam mit dem Rechtsanwalt Koch, dem Verteidiger Jakubowskis, in der Angelegenheit beim Justizminister des kleinen Staates Roderich Hustaedt zu intervenieren. Sie fordern eine Begnadigung des Angeklagten ein, weil Jakubowskis Schuld keineswegs erwiesen ist. Dieser Versuch bleibt jedoch erfolglos, denn Hustaedt lässt sich nicht erweichen.
Nach dem vollstreckten Urteil stellt die Fraktion der KPD im Landtag Mecklenburg-Strelitz den Antrag, auf Missbilligung des Verhaltens des Ministeriums im Fall Jakubowski mit der Begründung, dass dieser das Opfer eines Justizmordes wurde. Darauf erwidert der Justizminister, dass das Verfahren am Landgericht unter dem bewährten Präsidenten Johannes von Buchka einwandfrei verlaufen ist. Der Abgeordnete Hartmann zählt nun verschiedene Verfahrensfehler der Verhandlung auf. So wird der Einsatz eines Dolmetschers der russischen Sprache nicht genehmigt, obwohl der Angeklagte der deutschen Sprache nicht mächtig ist. Er wurde als Pole im Russischen Reich geboren und kam als Kriegsgefangener der russischen Armee nach Deutschland. Die Zeugen geben unklare Aussagen und der Verteidiger Koch darf ihnen keine Fragen stellen. Der Oberlandjäger Dippert, der mit der Untersuchung des Mordes beauftragt wird, obwohl er dafür keine Befähigung vorweisen kann, legt sich mit seinen Vermutungen vom ersten Moment auf Jakubowski als Mörder fest, was das Gericht gern übernimmt. Ein weiterer Zeuge ist der geistig behinderte Johannes Nogens, dessen Verhalten auf Grund seiner Behinderung, als solide Zeugenaussage abgenommen wird.
Nach der Ablehnung des Antrags, gelingt es mit Hilfe des Genossen Karl Bartosch von der Landtagsfraktion der SPD diesen Fall erneut aufzurollen. Hiermit wird der Kriminalkommissar Melchin beauftragt, der sich erst einmal durch die gesamten Unterlagen arbeiten muss. In einem Gespräch mit dem Regierungsrat Steuding gibt er zu bedenken, dass gerade ein eindeutiges Tatmotiv dazu führt, andere Spuren außer Acht zu lassen und deshalb lassen ihn seine bisherigen Untersuchungen an der Täterschaft Jakubowskis zweifeln. Er hätte das gesprochene Urteil so nicht unterstützt und widerlegt es mit verschiedenen Aussagen aus der Verhandlung.
Auch findet er Anhaltspunkte für neue Verdächtige. Um besser arbeiten zu können, fährt er nach Palingen und lässt als eine der ersten Maßnahmen ein in der Nähe liegendes Moor durchsuchen. Hier findet man das Notizbuch eines Herrn Paul Kreuzfeld, dem das Haus, in dem der ermordete Junge wohnte, gehört. Es gibt sogar eine Verbindung zu Jakubowski, der die Schwester Kreuzfelds heiraten sollte, doch Ewald stand dem noch im Wege. Kreuzfeld wird vom Kommissar vernommen und da er bereits im Prozess als Zeuge aufgetreten war, ergeben sich gewisse Widersprüche. Durch einen Zufall kommt der Kommissar an einen Brief des August Nogens an seinen Bruder Fritz, dessen Inhalt sich auf die neuen Untersuchungen im Mordfall bezieht und der eine Beteiligung der Brüder daran vermuten lässt. Beide waren ebenfalls im Prozess als Zeugen geladen und hatten ein einwandfreies Alibi. Das wurde ihnen von einem Herrn Kähler und seinem Sohn gegeben, was diese jetzt bei einer neuen Befragung wieder bestätigen. Jedoch müssen sie feststellen, dass sie sich in ihre Erinnerung im Datum getäuscht haben, was ihnen der Kommissar mittels einer Zeitung nachweist. Auf Grund dieser Erkenntnis muss August Nogens zugeben, dass er bei seiner damaligen Zeugenaussage gelogen hat und er zur Tatzeit in Palingen war. Kreuzfeld hätte ihm gesagt, dass er dem Jungen zwei Taschentücher in dem Mund stecken und dann im Moor auf den Bauch legen soll. Er streitet es aber ab, selbst getan zu haben und beschuldigt Heinrich Bloecker, doch dieser behauptet, dass es August war.
Am Kneipentisch sitzen die Beteiligten am Todesurteil zusammen und legen fest, dass es keine Neuaufnahme des Verfahrens geben darf. Jakubowski muss der Mörder bleiben, allein schon wegen des Ansehens der Justiz. Oberstaatsanwalt Müller legt am Tag der Vernehmung von August Nogens und Heinrich Bloeker den beiden in den Mund, dass sie bei der Kriminalpolizei nur unter Bedrohung und aus Angst die Beteiligung an dem Mord zugegeben haben. Sie bekommen auch den Hinweis, auf die Richtigkeit ihrer Aussagen beim Prozess gegen Jakubowski zu bestehen, weshalb ihre Haftbefehle aufgehoben werden. Während des nicht mehr zu vermeidenden erneuten Prozesses vor einem Schwurgericht im Jahr 1930 geben alle Beschuldigten zwar eine Mitschuld zu, jedoch betonen sie immer wieder: Jakubowski hats getan!

## Produktion und Veröffentlichung
Die Außenaufnahmen wurden zum Teil vor dem ehemaligen Gefängnis Berlin-Köpenick gedreht.
Der Fernsehfilm erschien als erste Folge der Filmreihe Fernsehpitaval und wurde am 27. Dezember 1959 zum ersten Mal im DFF gesendet.
Das Buch wurde von Friedrich Karl Kaul, der auch die verbindenden Texte spricht und Walter Jupé anhand authentischer Gerichtsakten verfasst. Für die Dramaturgie war Aenne Keller verantwortlich.